# Veľké Ozorovce
Veľké Ozorovce est un village de Slovaquie situé dans la région de Košice.

## Histoire
Première mention écrite du village en 1304.

## Démographie

### Évolution de la population
| Année:               | 1994. | 2004.    | 2014.   | 2024.   |
| -------------------- | ----- | -------- | ------- | ------- |
| Nombre de personnes: | 587   | 715      | 758     | 731     |
| Différence:          |       | +21,80 % | +6,01 % | -3,56 % |

| Année:               | 2023. | 2024.   |
| -------------------- | ----- | ------- |
| Nombre de personnes: | 736   | 731     |
| Différence:          |       | -0,67 % |